# Ayran

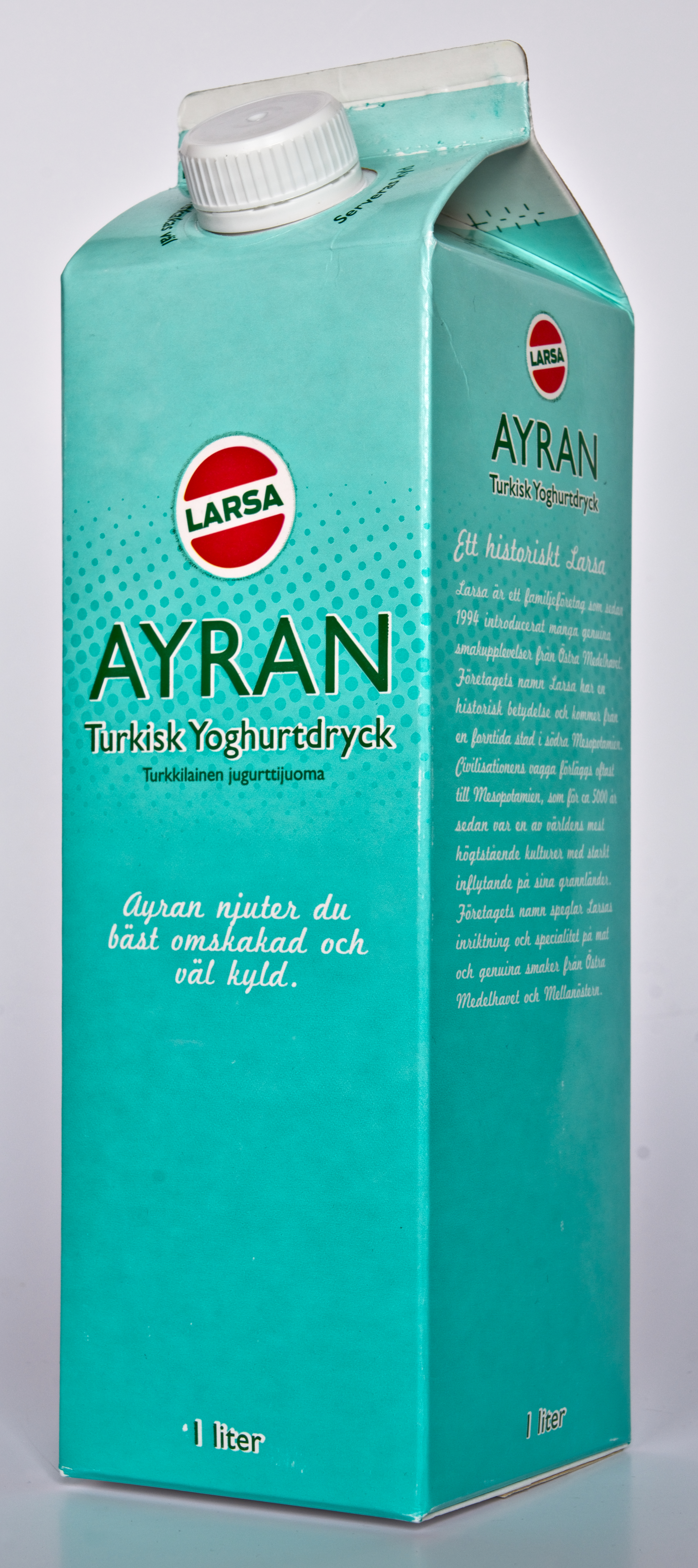
En liter ayran från Larsa.

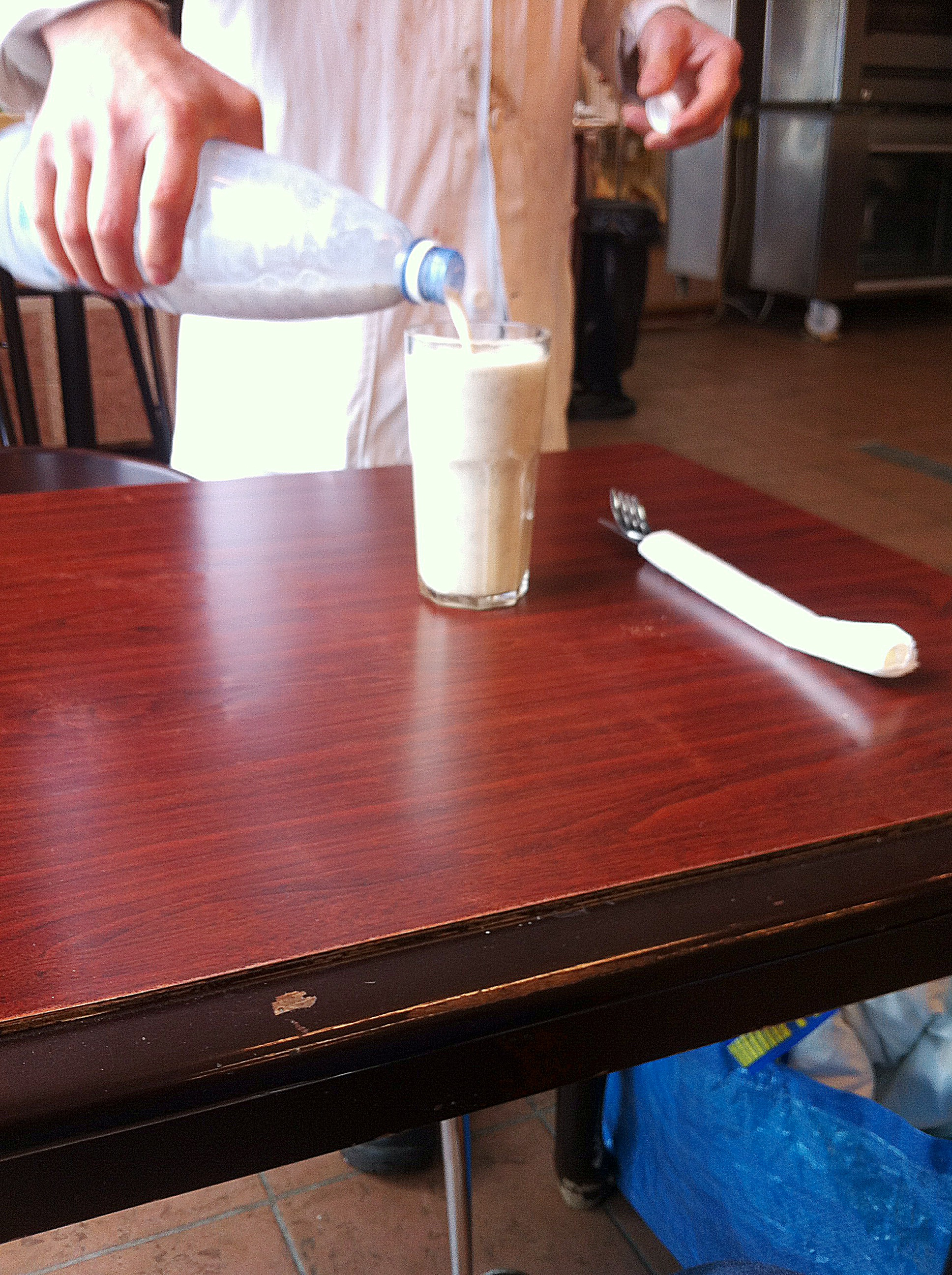
En man serverar ayran i Göteborg, 2013.

Ayran eller airan (från turkiska: ayran) är en dryck gjord av yoghurt, vatten och salt. Ursprungligen kommer Ayran från Osmanska riket (dagens Turkiet). Ayran är populär i  Balkan, Centralasien och Mellanöstern. Drycken har även spridits till Västeuropa och är vanlig som dryck till döner kebab i Tyskland och finns även till försäljning i Sverige. 
I Iran och Afghanistan och Tadzjikistan finns en motsvarighet till ayran som kallas dugh och i Armenien kallas det för tan.

## Historik
Ayran tros ha uppkommit för att tillgodogöra sig surnad yoghurt genom att minska syrligheten med vattenutspädning. Många smaksättningar förekommer, bland annat med vitlök och peppar eller att man byter ut vattnet mot vätska från gurka. Dessutom kan man blanda i citron eller lime i blandningen för att göra den mer smakrik. Vanligtvis serveras dock ayran naturell. 

## Konsumtion
Speciellt i Turkiet är ayran en betydande måltidsdryck som ofta serveras till traditionella turkiska rätter, som till exempel kebab, pide (en turkisk motsvarighet till pizza) och kokoreç. Där är drycken en stark konkurrent till läsk och finns i de flesta butiker. Ayran är även en vanlig dryck i Azerbajdzjan, Syrien, Libanon och bland turkar på Balkan. I övriga världen finns det ofta på restauranger med rötter i Mellanöstern.